# Marc Levin
Marc Levin (født 6. august 1942) er en amerikansk musiker og komponist, der er internationalt anerkendt for at bidrag til både jazz og moderne musik. Gennem en livslang karriere har han bevæget sig på tværs af genrer og kunstformer – fra koncertscener og pladestudier til film, teater og undervisning.

## Tidlige år og uddannelse
Marc Levin blev født i Bayonne, New Jersey, USA. Allerede som 14-årig begyndte han at spille trompet, hvilket blev starten på en livslang passion for musik. Han tog en bachelorgrad i psykologi ved Rutgers University, hvor han sideløbende udviklede sine musikalske færdigheder. I denne periode modtog han trompetundervisning fra anerkendte lærere som John Ware og Carmine Caruso, samt musikalsk vejledning fra blandt andre Melvin Thomsen, Alan Jacobs og Bill Dixon m.fl..

## Videreuddannelse og mentorsamarbejde
Efter sin bachelor flyttede Levin til New York City, hvor han tog en kandidatgrad i psykologi ved The New School for Social Research (en). Her fik han mulighed for at studere under den legendariske trompetist og komponist Bill Dixon, som også var grundlægger af The Jazz Composers Guild. Dette samarbejde åbnede dørene til et aktivt netværk af musikere og scenekunstnere, hvor Levin både modtog vejledning og deltog i performances.

## Kompositioner til film, dans og teater
Marc Levins kunstneriske virke spænder bredt. Ud over koncerter og pladeudgivelser har han komponeret musik til film, dans og teater. Han har desuden arbejdet med musik som redskab til personlig udvikling.

### Filmmusik
- Buttons,The Swing (instruktør: Ray Wischnevsky)

### Dansekompositioner og samarbejder
- Blues for George and Henry (Barbara Greer Construction Company)
- Samarbejde med: Genevieve Fallet, Judith Dunn Dance Company, Mary McKay

### Teaterkompositioner og samarbejder
- Samiland (Dalvadis Teater)

## Udvalgt diskografi
Marc Levin har gennem årene spillet og indspillet med fremtrædende musikere som Alan Silva (en), Perry Robinson (en), Gato Barbieri (en), Mal Waldron (en) m.fl.

### Produktioner
- God in Africa – med John Tchicai & The Festival Band (Hookfarm Records, 2016) [5]

### Som medvirkende
- Intents and Purposes (en) – The Bill Dixon Orchestra (RCA Victor, 1967)
- The Dragon Suite – Marc Levin Ensemble (Savoy Records, 1968) [6]
- Elysa – The Ed Curran Quartet (Savoy Records, 1968)[7]
- Songs, Dances and Prayers – Marc Levin Ensemble (Sweet Dragon Records, 1973) [8][9]
- Social Sketches – Marc Levin Quartet of Finland (ENJA Records, 1975) [10]
- En stynet strejfer – C.V. Jørgensen (Hookfarm Records, 1974)
- European Childbirth – Abbey Rader Quartet (Abbray Records, 1981) [11]
- Rotation (en) – Joe McPhee (Hat Hut Records, 1977)
- Songs of Street and Spirit – Abbey Rader & Marc Levin Duo (Sweet Dragon Records, 1982) [12]
- Abbey Rader’s Right Time – Live at the Holstebro Jazzfestival (Abbray Records, 1983) [13]
- Reflections of Friendship – Mal Waldron & Marc Levin Duo (privatudgivelse)
- Body of Water – Marc Kellaway (The Catbox Corp, 2022) [14]
- My Blue Rose – Marc Levin Trio Project III (Sweet Dragon Records)

## Tilknytninger og undervisning
Marc Levin har haft en aktiv rolle i dansk musik- og kulturliv. Han har blandt andet været Artist in Residence ved Herning Højskole og undervist i trompet ved Struer Musikskole. Han er tilknyttet CDJ / Center for Dansk Jazzhistorie , og ud over sin musikkarriere er han autoriseret psykolog i Danmark  med en kandidatgrad i psykologi fra USA.
Levin er også grundlægger og direktør for Sweet Dragon Productions, en platform for hans egne og andres musikalske projekter i Danmark.